# Sophie Friederike von Österreich

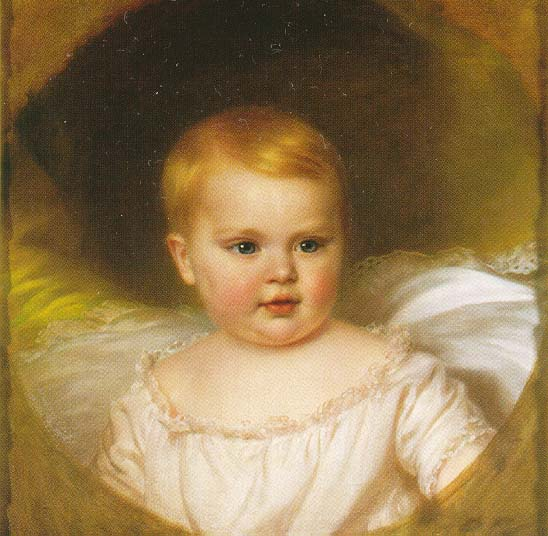
Die kleine Erzherzogin Sophie

Sophie Friederike Dorothea Maria Josepha von Österreich (* 5. März 1855 in Wien; † 29. Mai 1857 in Buda) war eine österreichische Erzherzogin aus dem Haus Habsburg-Lothringen.

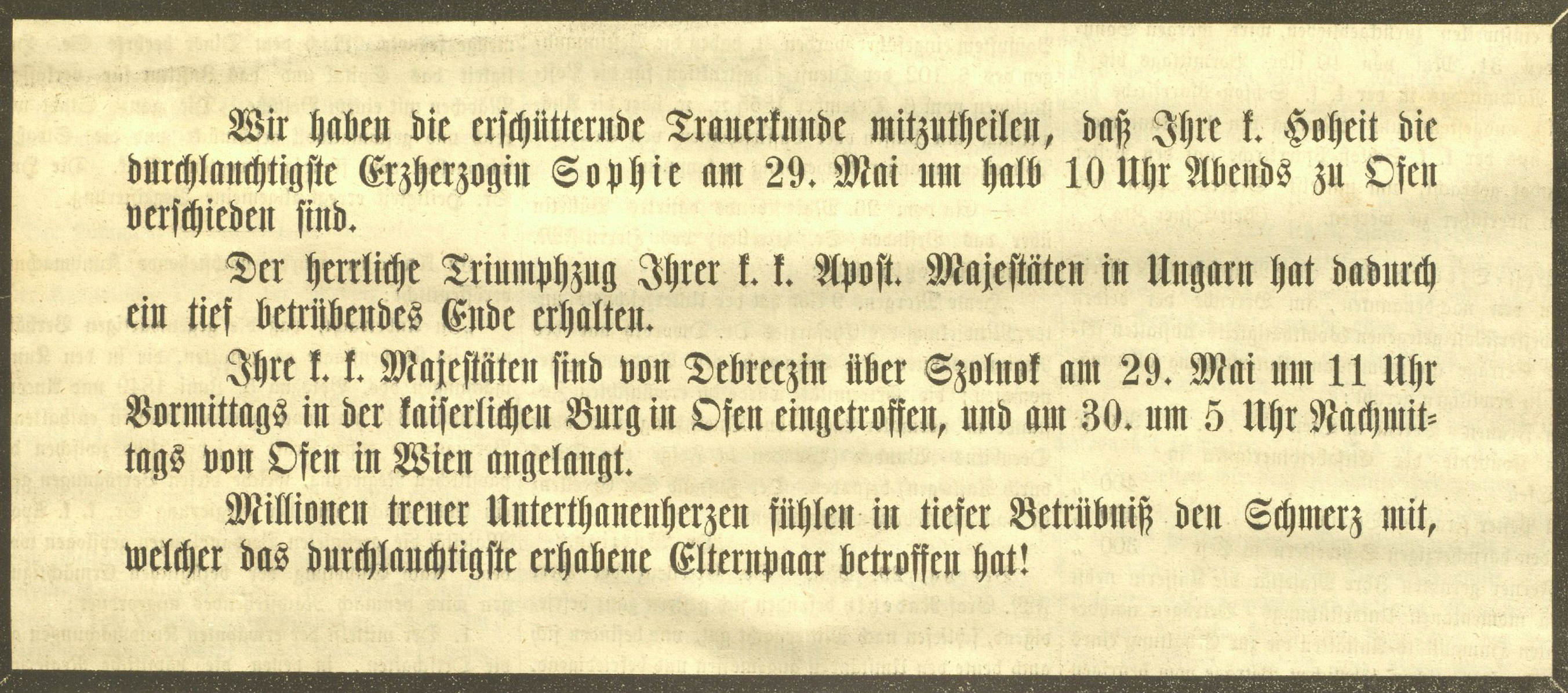
Todesanzeige in der Klagenfurter Zeitung

## Leben
Sophie war das erste Kind von Kaiser Franz Josef I. und Kaiserin Elisabeth von Österreich. Benannt wurde sie nach ihrer Großmutter, der Kaisermutter Erzherzogin Sophie.
Bei einer Reise nach Ungarn, zu der Kaiserin Elisabeth auch ihre beiden Töchter Sophie und Gisela mitnahm, erkrankten die beiden Schwestern an Durchfall und Fieber. Während sich die jüngere zehn Monate alte Gisela schnell erholte, verschlechterte sich der Gesundheitszustand der zweijährigen Sophie, bis sie schließlich starb. Später vermutete man, dass Typhus schuld an ihrem frühen Tod war.
Ihre Leiche wurde am 31. Mai 1857 in Buda aufgebahrt und am 1. Juni nach Wien überführt, wo sie in der Kapuzinergruft beigesetzt wurde.